# Food Force
Food Force es un videojuego educativo auspiciado por el Programa Mundial de Alimentos (PMA) las Naciones Unidas en 2005 y desarrollado por Deepend y Playerthree. Debido a su contenido, es considerado un juego serio con fines educativos. Los jugadores asumen misiones para distribuir alimentos en un país afectado por la hambruna y para ayudarlo a recuperarse y convertirse en autosuficiente de nuevo. Al mismo tiempo, aprenden sobre el hambre en el mundo real y el trabajo del PMA para evitarlo.
La primera versión está disponible para plataformas Windows y Mac.

## Food Force 2
Food Force 2, basado en Food Force, está siendo desarrollado como software libre bajo la licencia GNU General Public License. Es un producto multiplataforma programado en Python, y compatible con el sistema OLPC XO-1 y Sugar.  Food Force 2 está actualmente en fase beta.